# Eguisheim
Eguisheim (Egisheim in tedesco, Egsa in dialetto alsaziano) è un comune francese di 1 722 abitanti situato nel dipartimento dell'Alto Reno nella regione del Grand Est.

## Storia
Ha dato i natali a papa Leone IX.

## Società

### Evoluzione demografica
Abitanti censiti

## Amministrazione

### Gemellaggi
- Gabicce Mare, dal 2007